# Графство Холандия
Вижте пояснителната страница за други значения на Холандия.
Холандия (на нидерландски: Graafschap Holland; на немски: Grafschaft Holland) е първоначално графство в средновековната Франкска империя и по-късно в Свещената Римска империя във Фризия между Рейн и Амстел в днешна Нидерландия. Дълго време историческа област Холандия е наричана Графство Холандия. Столица е Харлем, 1248 г. Хага.
Графството Холандия е управлявано от династиите: Герулфинги, от 1299 г. – Авенските, от 1356 г. – Вителсбахите, от 1433 г. – Бургундия, от 1477 г. – Хабсбургите.

## История
Графството е основано през началото на X век от вожда на фризите Дитрих на отново завоюваната от викингите територия. През 922 г. Дитрих е признат от крал Карл III. Холандия е била част от Племенното херцогство Лотарингия и попада с него през 925 г. към Източното франкско кралство.
Основани са градовете (в скоби годината на основаване):
- Геертруиденберг (1213)
- Дордрехт (1220)
- Алкмаар, Хаарлем (1245)
- Делфт (1246)
- Лайден (1266)
- Гауда (1272)
- Амстердам (1300/06)
- Ротердам (1340)
- Хага (резиденция, формално никога не получава градско право)

Териториите на Бургундска Нидерландия и другите Хабсбургски завоювания Гронинген, Фризия, Утрех, Гелдерн са причислени от Карл V първо към новообразувания Бургундиски имперски окръг и 1548 г. към държавната общност Седемнадесет провинции.